# Girolamo Tantucci
Girolamo Tantucci (Siena, 1572 – 1637) è stato un vescovo cattolico italiano.

## Biografia
Nato a Siena intorno al 1572, visse per molti anni in Francia, dove fu segretario della regina Maria de' Medici. Tornato in Italia, prese i voti a Roma e divenne auditore del cardinale Jean de Bonsi. Il cardinale Alessandro Orsini, protettore della corona di Francia, si servì di lui in qualità di inviato. Di nuovo in Francia, fu mandato dal re Luigi XIII al Sacro collegio per riferire dell'arresto del cardinale Luigi di Guisa e sempre il monarca francese utilizzò il Tantucci come tramite con papa Gregorio XV. Il pontefice stesso inviò Tantucci a dirimere in sua vece una lite intercorsa tra la corte di Torino e il duca di Mantova.
Venne nominato vescovo di Grosseto l'11 luglio 1622 e consacrato il 14 agosto dello stesso anno dal cardinale Francesco Sacrati e i vescovi Galeazzo Sanvitale e Alfonso Giglioli. Durante l'episcopato si fece «sempre conoscere per prelato di piacevolissime maniere, e di soprafina politica» e dovette affrontare una difficile transizione tra la mensa vescovile e il granduca di Toscana, che si risolse con un accordo vantaggioso per entrambe le parti.
Morì all'inizio del 1637, in un giorno imprecisato.

## Genealogia episcopale
La genealogia episcopale è:
- Cardinale Guillaume d'Estouteville, O.S.B.Clun.
- Papa Sisto IV
- Papa Giulio II
- Cardinale Raffaele Riario
- Papa Leone X
- Papa Paolo III
- Cardinale Francesco Pisani
- Cardinale Alfonso Gesualdo
- Papa Clemente VIII
- Papa Paolo V
- Cardinale Scipione Caffarelli-Borghese
- Cardinale Francesco Sacrati
- Vescovo Girolamo Tantucci